# Protium aracouchini
Protium aracouchini là một loài thực vật có hoa trong họ Burseraceae. Loài này được Marchand miêu tả khoa học đầu tiên năm 1867.